# Pavel Vyhnánek
Pavel Vyhnánek (* 27. ledna 1982) je český politik a bankéř, od roku 2018 zastupitel hlavního města Prahy a v letech 2018 až 2023 náměstek primátora pro oblast financí a rozpočtu za hnutí Praha sobě. Od roku 2023 působí v Kanceláři prezidenta republiky, v dubnu 2024 se stal ředitelem Správy Pražského hradu.

## Život
Středoškolská studia absolvoval v Itálii na United World College of the Adriatic. Poté vystudoval ekonomii na italské Boloňské univerzitě a německé Friedrich-Alexander-Universität Erlangen-Nürnberg. Následně se vrátil zpět do České republiky a pracoval v bankovním sektoru. Mluví plynně česky, anglicky, francouzsky, německy a italsky. Je ženatý a má tři děti.

## Politické působení

### Místostarosta Prahy 7
Podezřelé prodeje městských bytů a skutečnost, že jeho syn nebyl z kapacitních důvodů přijat do mateřské školy, ho přiměly k zájmu o komunální politiku. Již z minulosti se znal s Janem Čižinským, který vedl uskupení Praha 7 sobě, a tak na jeho kandidátce kandidoval Vyhnánek jako nezávislý v roce 2014 v komunálních volbách na Prahu 7. Uspěl a následně se stal místostarostou pro oblast financí a investic. Za jeho působení v této pozici se mu podařilo nejenom zvýšit počet míst ve školkách, ale též dohledat smlouvy vyvádějící finanční prostředky na společnosti spřízněné s předchozím vedoucím oddělení spravujícího informační technologie. Pro městskou část se mu rovněž podařilo vysoudit miliony korun z inzerce, které si za éry předchozího vedení neoprávněně nechávala společnost vydávající radniční časopis Hobulet. Zrealizoval také oceňovanou rekonstrukci Letenské vodárenské věže, která mimo jiné uspěla v roce 2018 v soutěžích Stavba roku a Interiér roku a získala také cenu Národního památkového ústavu za příkladnou rekonstrukci památky. V dubnu 2023 na pozici místostarosty rezignoval.

### Náměstek primátora hl. m. Prahy
V komunálních volbách v roce 2018 byl jako nestraník za uskupení Praha sobě zvolen zastupitelem hlavního města Prahy a následně zvolen do funkce náměstka primátora hlavního města Prahy pro oblast financí a rozpočtu. V této funkci musel čelit výpadkům rozpočtu způsobenými pandemií covidu-19 a následnými vládními opatřeními. Dlouhodobě přitom apeloval na stát, aby pomohl Praze spolufinancovat významné infrastrukturní stavby, například metro D nebo dostavbu městského okruhu. Také dlouhodobě upozorňuje na neexistující vztah mezi daňovým výnosem v českých obcích a příjmem do jejich rozpočtů. Na jeho popud byla Institutem plánování a rozvoje hl. m. Prahy zpracována studie Chudé město pražské?, která vyvrací řadu mýtů zaznívajících ve veřejném prostoru o rozpočtu a finančních možnostech Prahy. Výrazně také přispěl k zákazu hracích automatů v Praze a poukazuje na nevhodný způsob rozdělování příjmů z hazardu a internetových heren státem. Pod jeho vedením dosáhla Praha nejnižšího zadlužení za posledních 20 let.
Kromě oblasti financí má také v gesci revitalizaci Pražské tržnice, za jeho působení hlavní město úspěšně ukončilo soudní spor s bývalým nájemcem areálu z 90. let. Díky tomu mohl Vyhnánek zahájit postupnou revitalizaci Tržnice a na podobu jejích veřejných prostranství zrealizoval mezinárodní architektonicko-krajinářskou soutěž.
Na Výstavišti Praha, které má rovněž v gesci, mimo jiné zahájil dostavbu shořelého křídla Průmyslového paláce a jeho kompletní rekonstrukci, opravu divadla Spirála původně určeného k demolici nebo rekonstrukci Křižíkových pavilonů.
V komunálních volbách v roce 2022 obhájil z pozice nestraníka za Praha sobě post zastupitele hlavního města Prahy. Za stejné uskupení byl zvolen i zastupitelem městské části Praha 7. Jeho strana se však nestala součástí nové magistrátní koalice, a proto v únoru 2023 skončil ve funkci náměstka primátora.

### Pražský hrad
Od dubna 2023 pracoval jako ředitel administrativní sekce Kanceláře prezidenta republiky. V dubnu 2024 byl jmenován ředitelem Správy Pražského hradu.